# 強制栄養法
強制栄養法（きょうせいえいようほう）は、患者本人が食事を摂れないとき、外部から患者に強制的に栄養を補給する方法である。

## 概要
強制栄養法には大別して経腸栄養と経静脈栄養の2種類がある。

### 経腸栄養
経腸栄養は、鼻や胃瘻、空腸瘻などを通して消化管内にチューブを挿入し、栄養を補給する
。通常の食事と同じく消化管から栄養が吸収されるという点でより生理的に自然であるため、第一選択とされる。しかし、誤嚥や嘔吐の可能性があること、消化管に重篤な疾患があれば採用できないこと、初めは少量の投与からはじめ徐々に投与量を増やすため、必要なエネルギーを投与できるようになるまで数日間の「馴らし」が必要であることが難点である。

### 経静脈栄養
経静脈栄養は、静脈にカテーテルを挿入して栄養を補給する。栄養の投与量をコントロールし、必要なエネルギーの全量を投与することが容易である。また、ふつうの食事では難しい栄養素を組み合わせることもできる。しかし、重篤な合併症を引き起こす可能性があること、生理的ではないことが難点である。